# 昂兹兰
昂兹兰（法語：Anzeling，法語發音：[ɑ̃zlɛ̃]；洛林法兰克语：Aselingen、Aasléngen）是法国摩泽尔省的一个市镇，位于该省中部偏西北，属于福尔巴克-布莱摩泽尔区。

## 地理
昂兹兰（49°15'46"N, 6°27'58"E）面积5.92 平方千米，位于法国大東部大區摩泽尔省，该省份为法国东北部内陆省份，是洛林的一部分，西南接默尔特-摩泽尔省，东临下莱茵省，北与卢森堡和德国接壤。
与昂兹兰接壤的市镇（或旧市镇、城区）包括：谢姆里莱德、弗赖斯特罗夫、戈姆朗日、埃斯特罗夫、奥兰。
昂兹兰的时区为UTC+01:00、UTC+02:00（夏令时）。

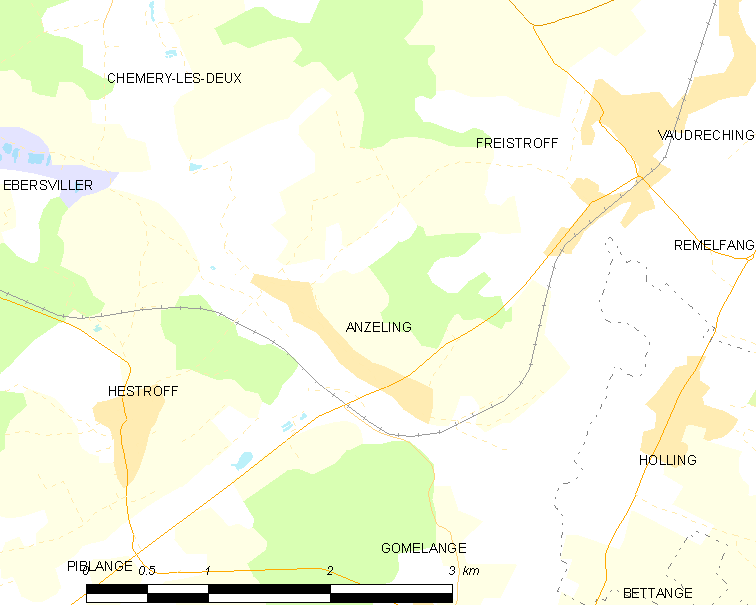
昂兹兰的OSM定位图

## 行政
昂兹兰的邮政编码为57320，INSEE市镇编码为57025。

## 政治
昂兹兰所属的省级选区为布宗维尔县。

## 人口

1962-2008年间昂兹兰人口变化图示

昂兹兰于2022年1月1日时的人口数量为480人。